# Édouard Rod
Édouard Rod (Nyon, 29 maart 1857 - Grasse, 29 januari 1910) was een Zwitsers schrijver.

## Biografie
Édouard Rod werd geboren in Nyon in 1857 als zoon van een onderwijzer. Hij studeerde aanvankelijk literatuur aan de academie van Lausanne en studeerde nadien ook nog in het Duitse Keizerrijk. In 1879 vestigde hij zich in Parijs, waar hij de bekende Franse schrijver Émile Zola leerde kennen. Rod werd er journalist en schreef er zijn eerste romans, waaronder La femme d'Henri Vanneau in 1884.
Dankzij zijn essays en werken in de Duitse en Italiaanse taal kreeg Rod tussen 1885 en 1893 een leerstoel aan de Universiteit van Genève in de literatuurvergelijking. Ondertussen schreef Rod nieuwe romans, waaronder La course à la mort (1885) en La vie privée de Michel Teissier (1893), maar ook essays, zoals Les idées morales du temps présent in 1891. Nadien keerde hij terug naar Parijs, waar hij nieuwe romans schreef, waaronder L'eau courante (1902) en L'incendie (1906).
Rod was goed bevriend met de Zwitserse schrijfster Nancy-Marie Vuille.

## Werken
- (fr)  La femme d'Henri Vanneau, 1884.
- (fr)  La course à la mort, 1885.
- (fr)  Les idées morales du temps présent, 1891.
- (fr)  La vie privée de Michel Teissier, 1893.
- (fr)  L'eau courante, 1902.
- (fr)  L'incendie, 1906.